# Storthyngurella menziesi
Storthyngurella menziesi är en kräftdjursart som beskrevs av Malyutina 1999. Storthyngurella menziesi ingår i släktet Storthyngurella och familjen Munnopsidae. Inga underarter finns listade i Catalogue of Life.